# 6720 Gifu
6720 Gifu este un asteroid din centura principală de asteroizi.

## Descriere
6720 Gifu este un asteroid din centura principală de asteroizi. A fost descoperit pe 11 noiembrie 1990 la Geisei de Tsutomu Seki. El prezintă o orbită caracterizată de o semiaxă mare de 3,09 ua, o excentricitate de 0,15 și o înclinație de 14,9° în raport cu ecliptica.